# Бобирьов Віктор Миколайович
Бобирьов Віктор Миколайович (9 травня 1950 — 9 березня 2018), доктор медичних наук (1991), професор (1992), «Заслужений діяч науки і техніки України» (1997), «Відмінник освіти України» (1998), лавреат Державної премії України  в галузі науки і техніки (2016).

## Біографія
Народився 9 травня 1950 року у м. Валуйках Бєлгородської області в робітничій родині.
Закінчив  Харківське медичне училище.
У 1969 році вступив до Полтавського медичного стоматологічного інституту.
У 1974 році закінчив інститут й отримав пропозицію працювати на кафедрі фармакології (тоді завідувач – Олег Воскресенський), яка разом із кафедрами нормальної фізіології (тоді завідувач – Віталій Міщенко) та біофізики (тоді завідувач – Валентин Русяєв)  визначала напрям наукової роботи всього інституту – дослідження вільнорадикальних механізмів патології (атеросклерозу, старіння, пародонтиту, катаракти тощо) та її корекції антиоксидантами. 
З 1975 року – асистент кафедри фармакології Полтавського медичного стоматологічного інституту.
У 1981 році захистив кандидатську дисертацію «Вплив препаратів біоантиоксидантів на розвиток експериментального перекисного атероартериосклерозу».
У 1984 році отримав почесне звання доцента.
З 1988 року виконував обов’язки завідувача кафедри фармакології.
У 1991 році захистив докторську дисертацію «Біофізична фармакодинаміка і молекулярні механізми дії антиоксидантів як засобів профілактики і лікування вільнорадикальної патології» (науковий консультант – професор Олег Воскресенський). 
У 1991 році був призначений деканом лікувального факультету.
У 1992 році отримав почесне звання професора.
У 1992 році очолив новостворену кафедру клінічної фармакології, а також був призначений проректором з навчальної роботи.
У 1997 отримав почесне звання «Заслужений діяч і науки України».
У 1998 році нагороджений знаком «Відмінник освіти України».
З 2000 по 2018 рік – завідувач кафедри експериментальної та клінічної фармакології з клінічною імунологією та алергологією. Водночас – голова Полтавського відділення Української громади геронтологів та регіонального відділення ВГО «Асоціація фармакологів України».
З 2004 по 2018 рік – перший проректор з навчально-педагогічної роботи.
У 2016 році – лавреат Державної премії України в галузі науки і техніки. 
Помер 9 березня 2018 року.

## Наукова діяльність
Віктор Бобирьов – автор і співавтор понад 500 наукових праць, 50 патентів на винаходи та корисні моделі, 18 підручників та 17 навчальних посібників із фармакології.  Під його керівництвом підготовлено 3 доктори та 10  кандидатів наук. 
Головним напрямом наукових зацікавлень професора було дослідження вільнорадикальних механізмів дії біологічно активних речовин та лікарських засобів – природних та синтетичних антиоксидантів, регуляторних пептидів, ноотропних препаратів, похідних 2-оксоіндолу. Вивчав структуру систем антиоксидантного захисту різних органів і тканин; метаболічні і морфологічні зміни при атеросклерозі і його тромбонекротичні наслідки, роль вільнорадикальних механізмів при пошкоджувальній дії на організм ксенобіотиків-прооксидантів. Під керівництвом Віктора Бобирьова була розроблена рецептура, проведені доклінічні й клінічні дослідження та впроваджені у виробництво деякі харчові добавки, які мають лікувально-профілактичну дію, продукти дитячого харчування, фруктові соки, безалкогольні та алкогольні напої зі вмістом екстракту ехінацеї пурпурової для захисту населення від наслідків Чорнобильської катастрофи.  Проблема фармакологічного захисту людини посідала важливе місце у професійній діяльності вченого. Це відображено у дослідженнях антиоксидантних, протекторних властивостей засобів, що зменшують токсичний вплив пестицидів, а також тих сполук, що запобігають проявам депресії. Створені харчові продукти неодноразово отримували золоті медалі та дипломи на міжнародних конкурсах і дегустаціях. Частина експериментів була проведена як скринінгові дослідження, наприклад, при визначенні анксіолітичної активності нових хімічних сполук або антидотів. Науковець встановив нові механізми дії відомих рослинних препаратів ромашки і календули, що дало можливість визначити нові показання для їх застосування у стоматологічній практиці. Фармкомітетом МОЗ України затверджена мазь емоксипінова як засіб для лікування гострих захворювань. Значна увага надавалась створенню засобів для лікування і профілактики захворювань пародонту – препарат «Ероткан», рецептура якого розроблена на основі рослинної сировини. У 1992 році вченому було присуджено грант міжнародного фонду Сороса. На всіх етапах науково-педагогічної діяльності вчений приділяв значну увагу публікаційній активності наукових праць. 
Віктор Миколайович був членом науково-експертної ради, керівником представників із фармнагляду ДП «Державний експертний центр МОЗ України» у Полтавській області. За його ініціативи була створена потужна прогресивна система фармакологічного нагляду за безпечністю ліків. Був одним із тих, хто зробив її дієвим елементом щодо поліпшення ефективності та якості лікування населення Полтавщини. Як видатний науковець, фармаколог, професор обирався членом Президії українських наукових громад фармакологів та геронтолів, головою регіонального відділення ВГО «Асоціація фармакологів України». Як перший проректор вишу особисто проводив контроль за якістю практичних і семінарських занять на кафедрах, профілізацією навчального процесу, за організацією виробничої практики, складанням ліцензійних іспитів тощо. 

## Нагороди та почесні звання
У 1997 році  отримав почесне звання «Заслужений діяч науки і техніки України». У 1998 році нагороджений знаком «Відмінник освіти України». Лавреат премії АМН України (2004 р.), лавреат Державної премії України в галузі науки і техніки (2016 р.)